# Поду Валени (Прахова)
Поду Валени (рум. Podu Văleni) насеље је у Румунији у округу Прахова у општини Појенариј Буркиј. Oпштина се налази на надморској висини од 117 m.

## Становништво
Према подацима из 2002. године у насељу је живело 250 становника, од којих су сви румунске националности.